# 爰戚县
爰戚县，中国古县名。
秦朝始皇帝二十二年（前225年）时置，治所在今山东省嘉祥县西南二十五里、属砀郡。《史记·曹相国世家》：秦二世二年（前208年），曹参“击章邯车骑，攻爰戚及亢父”，即此。西汉高帝六年（前201年），改置为爰戚侯国。 
1. ↑  China Historical GIS [Harvard University and Fudan University]. . Harvard University CGA Web Mapping.   [2023-06-03]. 原始内容存档于2023-06-03.